# 三好大橋

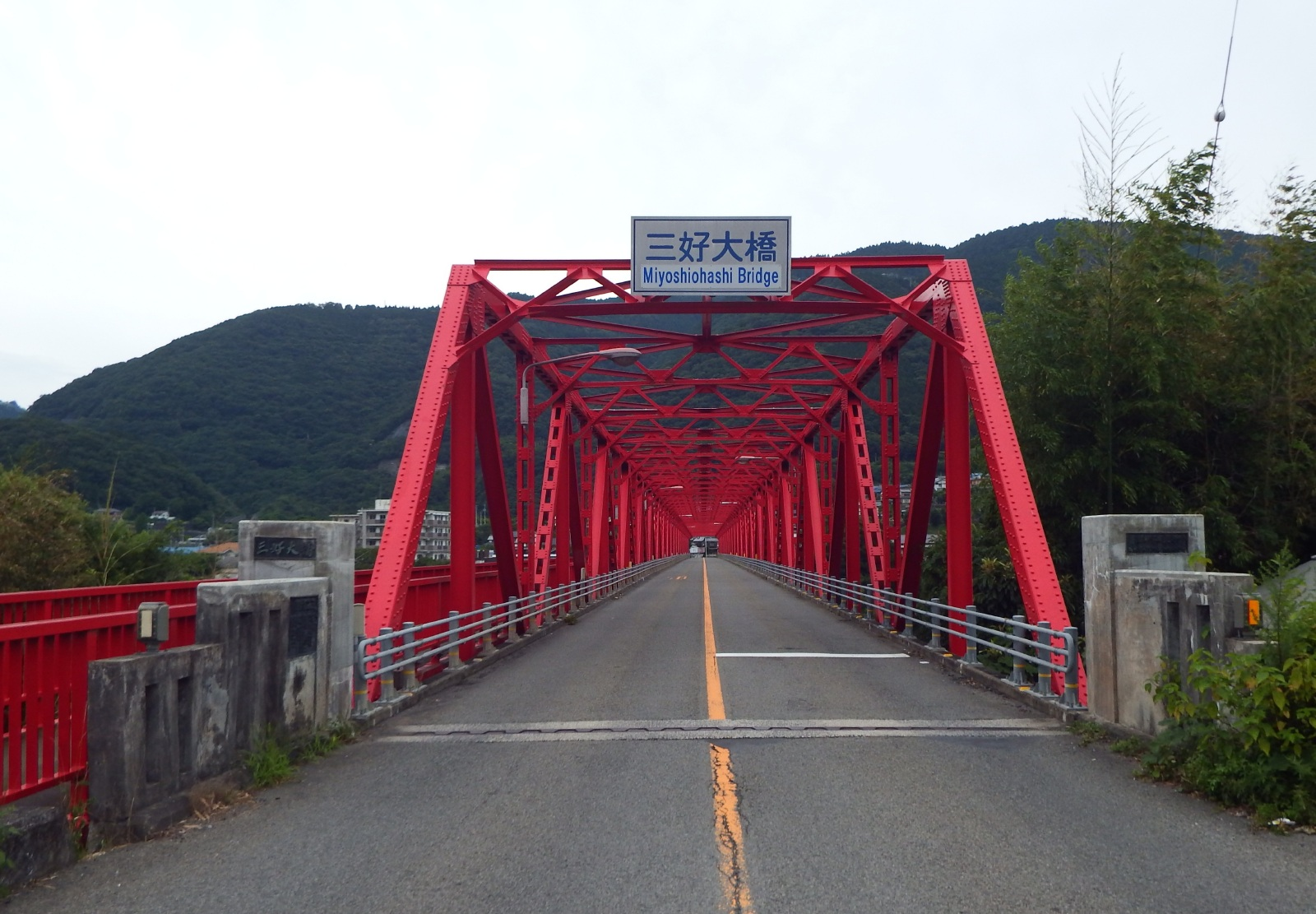
南岸より

三好大橋（みよしおおはし）は、吉野川に架かる徳島県道5号観音寺池田線（徳島県道12号鳴門池田線重複）のトラス橋。南岸は徳島県三好市井川町西井川。北岸は同県同市池田町州津。
2003年に四国中央橋が開通するまでは、国道32号が通っていた。（国道319号も重複していた。）

## 沿革
- 1895年（明治28年） - 古くからあった「大具渡し」に代わって県営の渡船が運航される。
- 1914年（大正03年） - 馬車や自動車を運ぶ「岡田式渡船」が、「白地渡し」と共に吉野川で初めて運行された。
- 1958年（昭和33年） - 三好大橋が完成。

## 橋の概要
- 橋長：236.4 m
- 有効幅員：8.0 m
- 完成：1958年（昭和33年）

## 周辺
- 国道192号 - 南詰で接続する道路。
- 井川池田インターチェンジ - 徳島自動車道。
- 鮎苦谷川